# David di Donatello
Pour les articles homonymes, voir Prix David (homonymie) et David.
Les David di Donatello sont des récompenses décernées chaque année depuis 1955 par l'association David di Donatello (Ente David di Donatello), rattachée à l'Académie du cinéma italien (Accademia del Cinema Italiano).

## Historique
Les premières remises des Prix David ont lieu en 1956, à Rome, au cinéma Fiamma, sous le haut patronage du président de la République. Elles prennent ensuite place, de manière régulière, au théâtre grec de Taormine en Sicile jusqu'en 1970. Postérieurement, la cérémonie revient à Rome avant de passer par Florence et de retrouver Taormine pour s'établir dans différents lieux d'accueil successifs de la capitale italienne, dont Cinecittà et le Circus Maximus, depuis 1981.
En 1998, le film La vie est belle raffle huit des quinze David di Donatello attribués cette année-là.

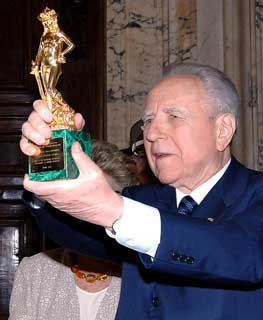
L'ancien président italien Carlo Ciampi tenant le prix David di Donatello qui lui a été remis en 2005.

Depuis l'année 2000, la soirée de remise des prix a régulièrement lieu au mois d'avril. Le corps de votants se compose de professionnels du 7e art, environ 1 600, membres de l'Académie du cinéma italien. Le jury qui établit les nominations et élit un vainqueur pour chaque catégorie a également la charge de désigner le film italien qui sera proposé à l'Académie américaine des Oscars pour concourir dans la catégorie du meilleur film étranger.
Les David di Donatello sont destinés à saluer l'excellence de la production cinématographique italienne et étrangère et souhaite récompenser les films considérés comme les meilleures œuvres sorties dans l'année, avec « les mêmes critères de sélection que les Oscars d'Hollywood mais en se donnant comme référence, bien plus prestigieuse, la statue du David sculptée à Florence par Donatello et reproduite en un modèle miniature, recouvert d'or, par Bulgari. » (Gian Luigi Rondi, président de l'Académie en 2005).

## Catégories de récompense
En gras sont indiquées les catégories actuellement décernées.
- Meilleur film (Miglior film)
- Meilleur réalisateur (Migliore regista)
  - Meilleur réalisateur débutant (Migliore regista esordiente)
  -  Meilleur réalisateur étranger (Migliore regista straniero)
- Meilleur acteur (Miglior attore protagonista)
  -  Meilleur acteur débutant (Miglior attore esordiente)
  -  Meilleur acteur étranger (Miglior attore straniero)
- Meilleure actrice (Miglior attrice protagonista)
  -  Meilleure actrice débutante (Migliore attrice esordiente)
  -  Meilleure actrice étrangère (Miglior attrice straniera)
- Meilleur acteur dans un second rôle (Miglior attore non protagonista)
- Meilleure actrice dans un second rôle (Miglior attrice non protagonista)
- Meilleur scénario original (Migliore sceneggiatura originale)
- Meilleur scénario adapté (Migliore sceneggiatura adattata)
  - Meilleur scénario (Migliore sceneggiatura)
  -  Meilleur scénario étranger (Migliore sceneggiatura straniera)
- Meilleur producteur (Migliore produttore)
  -  Meilleur producteur étranger (Migliore produttore straniero)
- Meilleur décorateur (Migliore scenografo)
- Meilleur créateur de costumes (Migliore costumista)
- Meilleur maquilleur (Migliore truccatore)
- Meilleur coiffeur (Migliore acconciatore)
- Meilleur directeur de la photographie (Migliore direttore della fotografia)
- Meilleur monteur (Migliore montatore)
- Meilleur ingénieur du son (Migliore fonico di presa diretta)
- Meilleurs effets visuels (Migliori effetti speciali visivi)
- Meilleure chanson originale (Migliore canzone originale)
- Meilleur musicien (Migliore musicista)
  -  Meilleure bande originale étrangère (Migliore colonna musicale straniera)
- Meilleur film de l'Union européenne (Miglior film dell'Unione Europea)
- Meilleur film étranger (Miglior film straniero)
- Meilleur film documentaire (Miglior documentario di lungometraggio)
- Meilleur court métrage (Miglior cortometraggio)
  - 2005 : Lo guarracino, court métrage de Michelangelo Fornaro

Récompenses spéciales :
- David Jeune (David giovani)
- David Spécial (David speciali)
- Plaque d'or (Targa d'oro)
- Plaque d'argent (Targa d'argento)
- David du souvenir (David in ricordo)
- David Europeo
- David Luchino Visconti
- David René Clair
- David Cristaldi
- Prix Alitalia (Premio Alitalia)

## Palmarès

### Meilleur film
- 1974 : Amarcord de Federico Fellini
- 1984 : Et vogue le navire... (E la nave va...) de Federico Fellini

### Meilleur film de l'Union européenne
- 2009 : Slumdog Millionaire

### Meilleur réalisateur
- 1957 : Federico Fellini pour Les Nuits de Cabiria (Le notti di Cabiria)
- 1960 : Federico Fellini pour La dolce vita
- 1974 : Federico Fellini pour Amarcord
- 1980 : Marco Bellocchio pour Le Saut dans le vide
- 1999 : Silvio Soldini pour Pain, tulipes et comédie (Pane e tulipani)
- 2010 : Marco Bellocchio pour Vincere

### Meilleur scénario
- 1984 : Federico Fellini pour Et vogue le navire... (E la nave va…)
- 1999 : Silvio Soldini pour Pain, tulipes et comédie (Pane e tulipani)

### Meilleure actrice principale
- 1956 : Gina Lollobrigida pour La Belle des belles (La donna più bella del mondo) de Robert Z. Leonard
- 1958 : Anna Magnani pour Car sauvage est le vent (Wild is the Wind) de George Cukor
- 1959 : Anna Magnani pour L'Enfer dans la ville (Nella città l'inferno) de Renato Castellani
- 1961 : Sophia Loren pour La ciociara de Vittorio De Sica
- 1963 :
  - Gina Lollobrigida pour Vénus impériale (Venere imperiale) de Jean Delannoy
  - Silvana Mangano pour Le Procès de Vérone (Il processo di Verona) de Carlo Lizzani
- 1964 : Sophia Loren pour Hier, aujourd'hui et demain (Ieri, oggi, domani) de Vittorio De Sica
- 1965 : Sophia Loren pour Mariage à l'italienne (Matrimonio all'italiana) de Vittorio De Sica
- 1966 : Giulietta Masina pour Juliette des esprits (Giulietta degli spiriti) de Federico Fellini
- 1967 : Silvana Mangano pour Les Sorcières (Le streghe) (coréalisation)
- 1968 : Claudia Cardinale pour La Mafia fait la loi (Il giorno della civetta) de Damiano Damiani
- 1969 : Gina Lollobrigida pour Buona sera Madame Campbell (Buona Sera, Mrs. Campbell) de Melvin Frank
- 1970 : Sophia Loren pour Les Fleurs du soleil (I girasoli) de Vittorio De Sica
- 1972 : Claudia Cardinale pour Bello, onesto, emigrato Australia sposerebbe compaesana illibata de Luigi Zampa
- 1973 : Silvana Mangano pour L'Argent de la vieille (Lo scopone scientifico) de Luigi Comencini
- 1974 : Sophia Loren pour Le Voyage (Il viaggio) de Vittorio De Sica
- 1978 : Sophia Loren pour Une journée particulière (Una giornata particolare) d'Ettore Scola
- 1986 : Angela Molina pour Les Tueurs à gages (Camorra) (Un complicato intrigo di donne, vitoli e delitti) de Lina Wertmüller
- 1987 : Liv Ullmann pour Mosca addio de Mauro Bolognini
- 2004 : Penelope Cruz pour À corps perdus (Non ti muovere) de Sergio Castellitto

### Meilleure actrice dans un rôle secondaire
- 1982 : Alida Valli pour La caduta degli angeli ribelli de Marco Tullio Giordana

### Meilleur acteur principal
- 1964 : Marcello Mastroianni pour Hier, aujourd'hui et demain (Ieri, oggi, domani) de Vittorio De Sica
- 1965 : Marcello Mastroianni pour Mariage à l'italienne (Matrimonio all'italiana) de Vittorio De Sica
- 1982 : Carlo Verdone pour Borotalco de Carlo Verdone
- 1986 : Marcello Mastroianni pour Ginger et Fred (Ginger e Fred) de Federico Fellini
- 1987 : Vittorio Gassman pour La Famille (La famiglia) d'Ettore Scola
- 1988 : Marcello Mastroianni pour Les Yeux noirs (Oci ciornie)  de Nikita Mikhalkov
- 1989 : Roberto Benigni pour Le Petit Diable (Il piccolo diavolo) de Roberto Benigni
- 1995 : Marcello Mastroianni pour Pereira prétend (Sostiene Pereira)  de Roberto Faenza

### Meilleur acteur dans un rôle secondaire
- 1986 : Bernard Blier pour Pourvu que ce soit une fille (Speriamo che sia femmina) de Mario Monicelli
- 1988 : Peter O'Toole pour Le Dernier Empereur (L'ultimo imperatore) de Bernardo Bertolucci

### Meilleure musique de film
- 1976 : Franco Mannino pour L'Innocent de Luchino Visconti
- 1977 : Nino Rota pour Le Casanova de Fellini de Federico Fellini
- 1983 : Angelo Branduardi pour State buoni se potete de Luigi Magni

### Meilleurs effets visuels
- 2007 : Christian Guillon pour Nuovomondo (Golden Door) de Emanuele Crialese

### Meilleur film étranger
- 1998 : The Full Monty - Le Grand Jeu (The Full Monty) •  États-Unis  Royaume-Uni
- 2004 : Les Invasions barbares
- 2005 : Million Dollar Baby

### Meilleur acteur étranger
- 1974 : Robert Redford pour L'Arnaque (The Sting)

### Meilleure actrice étrangère
- 1991 : Julia Roberts pour le rôle de Vivian « Viv » Ward dans Pretty Woman

### Meilleur film européen
- 2006 : Match Point
- 2010 : Un prophète

### David spécial
- 1961 : Claudia Cardinale pour l'interprétation de La Fille à la valise de Valerio Zurlini
- 1974 : Liv Ullmann, Ingrid Thulin, Harriet Andersson et Kari Sylwan pour Cris et chuchotements d'Ingmar Bergman
- 1983 : Marcello Mastroianni pour sa carrière
- 1991 : Alida Valli pour sa carrière
- 1996 : Gina Lollobrigida pour sa carrière
- 1997 : Claudia Cardinale pour sa carrière
- 1999 : Sophia Loren pour sa carrière
- 2014 : Marco Bellocchio pour sa carrière

### David Luchino Visconti
- 1984 : Federico Fellini pour sa carrière

### David René Clair
- 1986 : Federico Fellini pour Ginger et Fred (Ginger e Fred)

### Prix Alitalia pour le cinéma italien
- 1988 : Claudia Cardinale

### Médaille d'or de la ville de Rome pour le30eanniversairedes David di Donatello (David medaglia d'oro del comune di Roma)
- 1986 : Marcello Mastroianni, Federico Fellini, Gina Lollobrigida

### David du souvenir (David in ricordo)
- 1997 : Marcello Mastroianni

### Plaque spéciale David (Targa speciale David)
- 1984 : Sophia Loren pour le plus grand nombre de Prix reçus durant les 29 années d'activité de l'Association

### Plaque d'or (Targa d'oro)
- 2004 : Peter Falk